# Kambulatsitsi

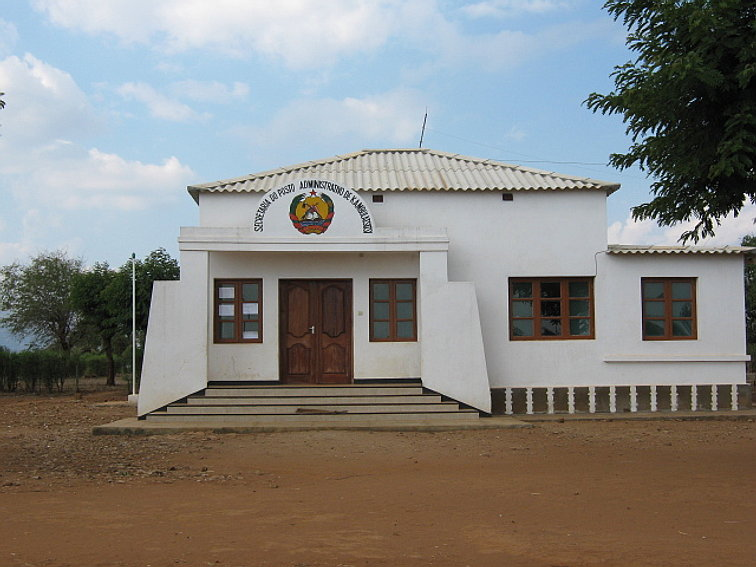
Edifício do Posto Administrativo de Kambulatsitse

Kambulatsitse, ou Cambulatsitse e Cambolatize, é uma vila e sede de posto administrativo homónimo no distrito de Moatize, localizado na província de Tete, em Moçambique.

## Etimologia
O termo "Cambolatize" (em sua forma sena Kambulatsitse) significa "monte careca" ou "monte pelado", isto é, sem vegetação.

## História
A povoação foi criada pela lei n.º 2001/1944, de 16 de maio de 1944, recebendo o nome de Caldas Xavier, em homenagem a Alfredo Augusto Caldas Xavier, engenheiro-militar e diplomata português notável pela delimitação das fronteiras moçambicanas.
Ganha bastante dinamismo a partir de 1949 quando entra em operação sua estação ferroviária.

## Infraestrutura
A localidade possui uma estação ferroviária do Ramal Dona Ana—Moatize, que a conecta a vila de Nhamayabué (sul), no troço principal do Caminho de Ferro de Sena, e a cidade de Moatize (oeste).